# Parakrithella oblonga
Parakrithella oblonga is een mosselkreeftjessoort uit de familie van de Krithidae. De wetenschappelijke naam van de soort is voor het eerst geldig gepubliceerd in 1967 door Swain.